# Heike Kunhardt
Heike Kunhardt est une gymnaste artistique est-allemande.

## Palmarès

### Championnats du monde
- Strasbourg 1978
  -  médaille de bronze au concours par équipes